# Fourth
| 전문가 평가              | 전문가 평가 |
| 평가 점수                | 평가 점수   |
| 출처                     | 점수        |
| ------------------------ | ----------- |
| AllMusic                 | [ 1 ]       |
| Christgau's Record Guide | B           |

《Fourth》는 1971년 2월에 발매된 영국의 록 밴드 소프트 머신의 네 번째 스튜디오 음반이다. 이 음반의 제목은 미국에서 《Four》나 《4》이다.

## 배경
숫자 "4"는 모든 국가의 커버에 표시된 제목이지만, 라벨에는 작성된 제목이 나타난다. 이 음반은 그룹의 첫 번째 모두 인스트루멘탈 음반이었지만, 이전 음반 《Third》는 밴드가 인스트루멘탈 재즈로 나아가는 과정을 거의 완료했으며, 사이키델릭하고 프로그레시브 록 그룹으로서의 원래의 자기 표현을 완전히 포기했다. 또한 드러머이자 창립 멤버인 로버트 와이어트가 참여한 마지막 음반이기도 했다. 그는 이미 솔로 음반 《The End of a Ear》를 녹음했으며(이 음반에서 커버에 자신을 "현재 소프트 머신과 함께 드럼을 연주 중인 실직한 팝 가수"라고 표현했다), 현재 새로운 그룹인 매칭 몰을 설립했으며, 그의 이름은 프랑스어 "Machine Molle"에서 발음되는 "Soft Machine"의 말장난이었다.
이전 소프트 머신 음반과 마찬가지로 일부 트랙에는 추가 음악가들이 밴드를 보강했다. 여기에는 1969년 말에 7인조 라인업에 참여했던 마크 채리그와 닉 에번스, 1973년에 밴드에 합류한 로이 배빙턴이 포함된다.
1999년에 소프트 머신 음반 《Fourth》와 《Fifth》가 하나의 CD로 함께 재발매되었다.

## 곡 목록
모든 곡들은 특별한 언급이 없는 한 휴 호퍼에 의해 작사/작곡하였다.
| #  | 제목                   | 작사·작곡       | 재생 시간 |
| -- | ---------------------- | --------------- | --------- |
| 1. | 〈Teeth〉              | 마이크 래틀리지 | 9:15      |
| 2. | 〈Kings and Queens〉   |                 | 5:02      |
| 3. | 〈Fletcher’s Blemish〉 | 엘튼 딘         | 4:35      |

| #  | 제목                 | 재생 시간 |
| -- | -------------------- | --------- |
| 4. | 〈Virtually Part 1〉 | 5:16      |
| 5. | 〈Virtually Part 2〉 | 7:09      |
| 6. | 〈Virtually Part 3〉 | 4:33      |
| 7. | 〈Virtually Part 4〉 | 3:23      |